# Francistowni repülőtér
A Francistowni repülőtér (IATA: FRW, ICAO: FBFT) Botswana egyik nemzetközi repülőtere, amely Francistown közelében található. Éves utasforgalma 36 698 fő (2018).

## Futópályák
A repülőtér futópályái:
- 11/29

## Forgalom
Az utasforgalom az elmúlt években az alábbi módon változott:
| 2017 | 37 486 |
| 2018 | 36 698 |